# Tinantia pringlei
Tinantia pringlei är en himmelsblomsväxtart som först beskrevs av Sereno Watson, och fick sitt nu gällande namn av Otto Rohweder. Tinantia pringlei ingår i släktet änketårssläktet, och familjen himmelsblomsväxter. Inga underarter finns listade.